# 三好 (江東区)
三好（みよし）は、東京都江東区の町名。現行行政地名は三好一丁目から三好四丁目。住居表示実施済区域。

## 地理
東京都江東区の北西部に位置する。深川地域に当たる。北で白河、東で石島、南で平野、西で清澄に接する。西の三好一丁目から東に向けて二・三・四丁目と並ぶ。町域の東辺は大横川と接する。また都道が町域中部を南北に縦貫し、西辺を画する。東西に長い町域をしており、仏教寺院が多く歴史的な町並みを持つ一方、東端の三好四丁目には東京都現代美術館が設置されている。

### 河川
- 大横川 - 亥之堀橋・三石橋が架かる。

## 歴史

### 地名の由来
江戸時代の元禄14年（1701年）、中川屋佐兵衛他2名が払下げを受けて町屋を建て、この3名に因んで元禄16年（1703年）に三好町と命名したと伝えられる。

## 世帯数と人口
2023年（令和5年）1月1日現在（東京都発表）の世帯数と人口は以下の通りである。
| 丁目       | 世帯数    | 人口    |
| ---------- | --------- | ------- |
| 三好一丁目 | 308世帯   | 566人   |
| 三好二丁目 | 571世帯   | 1,003人 |
| 三好三丁目 | 941世帯   | 1,668人 |
| 三好四丁目 | 1,060世帯 | 1,981人 |
| 計         | 2,880世帯 | 5,218人 |

### 人口の変遷
国勢調査による人口の推移。
| 年                 | 人口  |
| ------------------ | ----- |
| 1995年（平成7年）  | 4,115 |
| 2000年（平成12年） | 3,957 |
| 2005年（平成17年） | 4,449 |
| 2010年（平成22年） | 4,465 |
| 2015年（平成27年） | 4,933 |
| 2020年（令和2年）  | 5,150 |

### 世帯数の変遷
国勢調査による世帯数の推移。
| 年                 | 世帯数 |
| ------------------ | ------ |
| 1995年（平成7年）  | 1,612  |
| 2000年（平成12年） | 1,599  |
| 2005年（平成17年） | 1,877  |
| 2010年（平成22年） | 2,050  |
| 2015年（平成27年） | 2,465  |
| 2020年（令和2年）  | 2,706  |

## 学区
区立小・中学校に通う場合、学区は以下の通りとなる（2023年4月時点）。
| 丁目       | 番地 | 小学校               | 中学校                 |
| ---------- | ---- | -------------------- | ---------------------- |
| 三好一丁目 | 全域 | 江東区立明治小学校   | 江東区立深川第六中学校 |
| 三好二丁目 | 全域 | 江東区立明治小学校   | 江東区立深川第六中学校 |
| 三好三丁目 | 全域 | 江東区立元加賀小学校 | 江東区立深川第六中学校 |
| 三好四丁目 | 全域 | 江東区立元加賀小学校 | 江東区立深川第六中学校 |

## 交通

### 鉄道
西辺を通る清澄通り地下に都営地下鉄大江戸線が通るが、駅は設置されていない。東京メトロ半蔵門線・都営大江戸線清澄白河駅が最寄り駅となる。

### バス
都営バス
- 東20・業10系統 「東京都現代美術館前」・「東京都現代美術館」
- 門33・急行06系統 「清澄庭園前」

### 道路
- 東京都道319号環状三号線（三ツ目通り）
- 東京都道463号上野月島線（清澄通り）

## 事業所
2021年（令和3年）現在の経済センサス調査による事業所数と従業員数は以下の通りである。
| 丁目       | 事業所数  | 従業員数 |
| ---------- | --------- | -------- |
| 三好一丁目 | 36事業所  | 116人    |
| 三好二丁目 | 79事業所  | 513人    |
| 三好三丁目 | 55事業所  | 275人    |
| 三好四丁目 | 39事業所  | 316人    |
| 計         | 209事業所 | 1,220人  |

### 事業者数の変遷
経済センサスによる事業所数の推移。
| 年                 | 事業者数 |
| ------------------ | -------- |
| 2016年（平成28年） | 206      |
| 2021年（令和3年）  | 209      |

### 従業員数の変遷
経済センサスによる従業員数の推移。
| 年                 | 従業員数 |
| ------------------ | -------- |
| 2016年（平成28年） | 1,273    |
| 2021年（令和3年）  | 1,220    |

## 施設
- 木場公園 - 北側の一部。
  - 東京都現代美術館 - 木場公園内に建つ。
- 一乗院 - 日蓮宗の仏教寺院
- 円通寺 - 浄土宗の仏教寺院
- 円隆院 - 日蓮宗の仏教寺院
- 華厳院 - 浄土宗の仏教寺院
- 蔡華院 - 浄土宗の仏教寺院
- 済生院 - 浄土宗の仏教寺院
- 正覚院 - 浄土宗の仏教寺院
- 唱行院 - 日蓮宗の仏教寺院
- 松林院 - 浄土宗の仏教寺院
- 勢至院 - 浄土宗の仏教寺院
- 成等院 - 浄土宗の仏教寺院
- 長専院 - 浄土宗の仏教寺院
- 法性寺 - 浄土宗の仏教寺院
- 一言院 - 浄土宗の仏教寺院
- 雲光院 - 浄土宗の仏教寺院
- 照光院 - 浄土宗の仏教寺院
- 摂心院 - 浄土宗の仏教寺院
- 善徳寺 - 曹洞宗の仏教寺院
- 潮江院 - 浄土宗の仏教寺院
- 龍光院 - 浄土宗の仏教寺院
- 良信院 - 浄土宗の仏教寺院

## その他

### 日本郵便
- 郵便番号 : 135-0022[3]（集配局 : 深川郵便局[16]）。